# ヤマサギソウ
ヤマサギソウ（山鷺草、学名：Platanthera mandarinorum subsp. mandarinorum var. oreades）は、ラン科ツレサギソウ属の地生の多年草。

## 特徴
根の一部は紡錘状に肥厚する。茎は直立し、高さは20-40cmになり、やや縦の稜がある。葉は最下部の1個が大きく、狭長楕円形から線状長楕円形で、長さ5-11cm、幅1-1.5cmになる。その上に2-5個の鱗片葉があり、披針形になる。
花期は5-7月。総状花序に淡黄緑色の花を5-15個つける。苞は披針形。背萼片は卵形から広卵形で長さ3-5mm、幅2.5-4mm。側萼片は披針形で背萼片より長い。側花弁は鎌形で背萼片より少し長く、上方に伸びる。唇弁はやや肉質、舌状で長さ10-15mmになり、先細となって下垂する。距は長さ7-12mmになり、後方に水平またはやや下方に伸びる。蕊柱は平らで葯隔は広く、葯室は左右に平行する。花粉塊は広倒卵形で、淡黄色をしている。
ヤガ科のミツモンキンウワバが訪花し、花粉を運ぶ。基本種のハシナガヤマサギソウは距が25-35mmと長く、後方に水平に伸び、互いに変種関係にあるマイサギソウは距が11-18mmとやや長く、上方に舞い上がることから区別できる。ただし、変異が連続的で同定が難しい個体もあるという。

## 分布と生育環境
日本では、北海道、本州、四国、九州に分布し、冷温帯から暖温帯の日当たりのよい草地や湿地に生育する。国外では、朝鮮半島に分布する。

## 名前の由来
和名ヤマサギソウは「山鷺草」の意で、花をサギに見立てて山地に生えることによる。

## ギャラリー

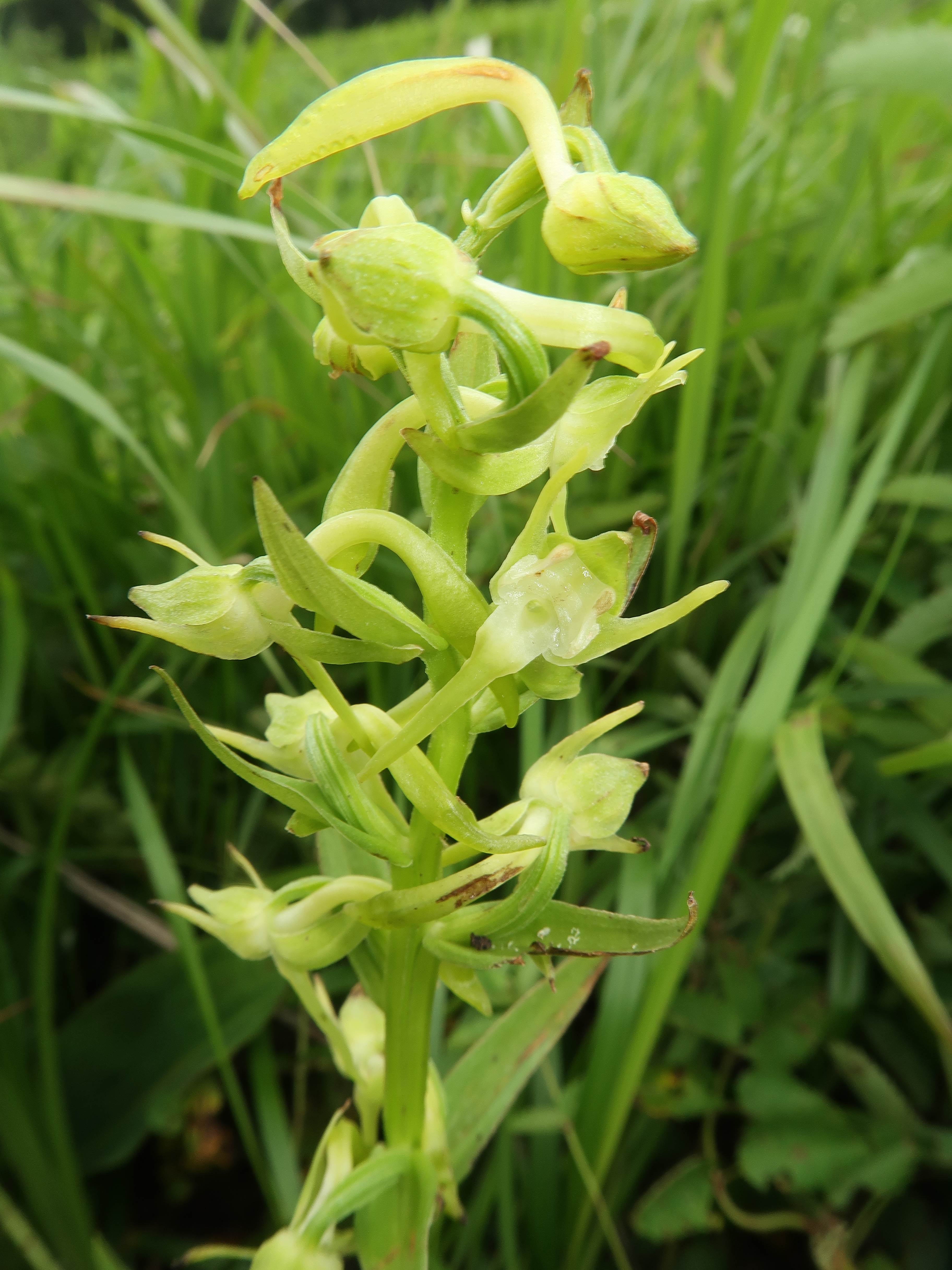
総状花序に淡黄緑色の花を5-15個つける。側花弁は鎌形で背萼片より少し長く、上方に伸びてバンザイ形になる。
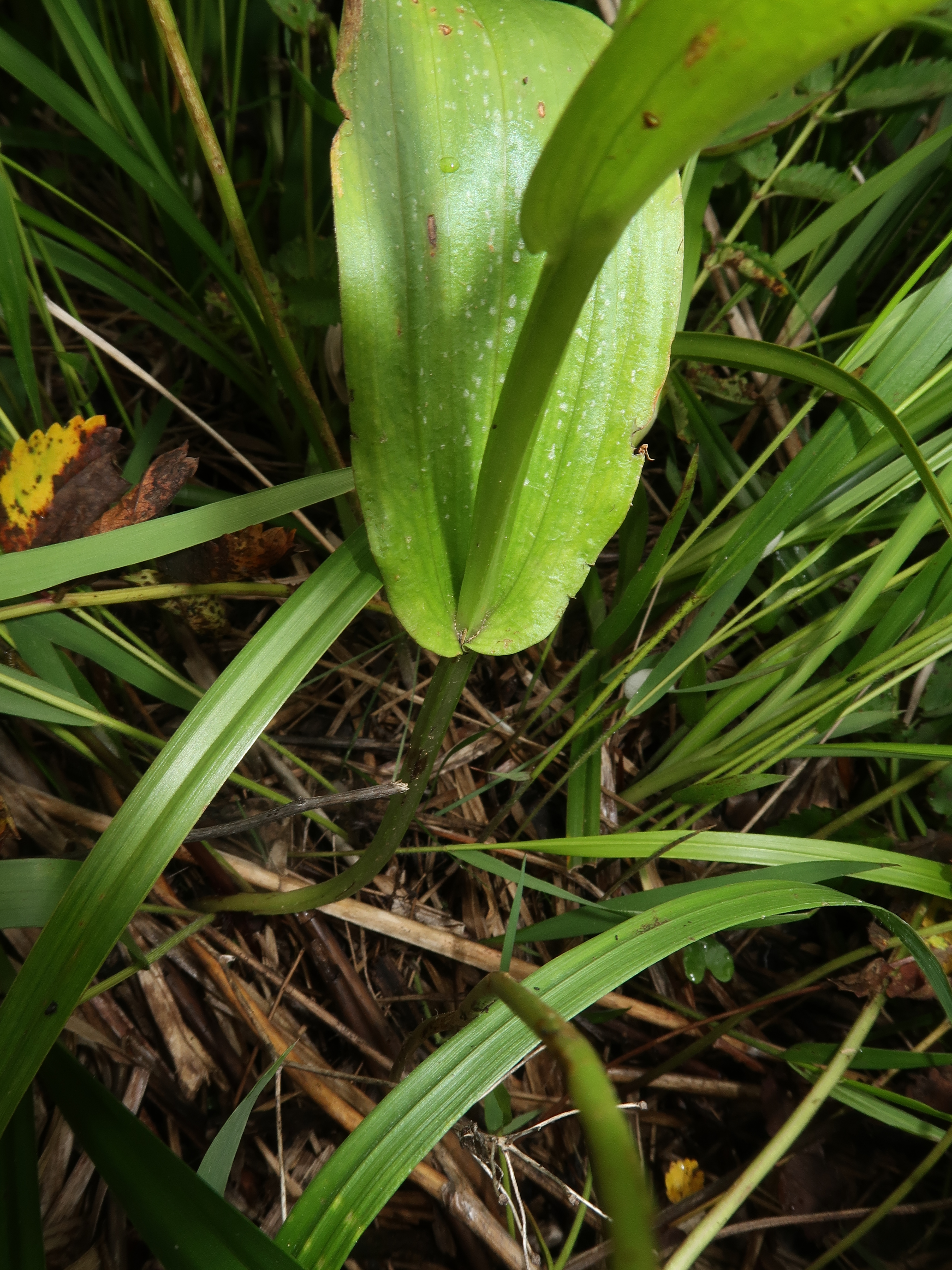
茎にやや縦の稜がある。最下方の葉が大きい。

## 種内分類
種内変異が多く、変異が連続的で同定が困難な個体もあるという。
- ハシナガヤマサギソウ（嘴長山鷺草）Platanthera mandarinorum Rchb.f. subsp. mandarinorum var. mandarinorum[9] - 学名のとおり、本種の基準亜種であり、基準変種である。茎の高さは20-50cm。背萼片は広卵形で長さ4.5-7.5mm。距は長さ25-35mmと長く、後方に水平に伸びる。本州（西部）、四国、九州に分布し、暖温帯のやや乾いた草地、しばしば石灰岩地に生育する。国外では朝鮮半島、中国大陸に分布する[7][8]。
- マイサギソウ（舞鷺草）Platanthera mandarinorum Rchb.f. subsp. mandarinorum var. neglecta (Schltr.) F.Maek. ex K.Inoue[8][10] - 茎の高さは20-50cm。背萼片は広卵形から円形で長さ3.5-5.5mm。距は長さ11-18mmとやや長く、上方に伸びる。北海道、本州、四国、九州に分布し、冷温帯から暖温帯の明るい草原や湿原に生育する。国外では朝鮮半島、中国大陸に分布する[7][8]。
- マンシュウヤマサギソウ（満州山鷺草） Platanthera mandarinorum Rchb.f. subsp. maximowicziana (Schltr.) K.Inoue var. cornu-bovis (Nevski) Kitag.[11]。
- アマミトンボ（奄美蜻蛉）Platanthera mandarinorum Rchb.f. subsp. hachijoensis (Honda) Murata var. amamiana (Ohwi) K.Inoue[12] - ハチジョウチドリに似るが、苞の長さが花柄子房と同長か短い。奄美大島固有種 [7][8]。絶滅危惧II類(VU)（2017年、環境省）。
- ヤクシマトンボ（屋久島蜻蛉）Platanthera mandarinorum Rchb.f. subsp. hachijoensis (Honda) Murata var. masamunei K.Inoue[13] - 別名、アマミトンボモドキ[8][13]。絶滅危惧IA類(CR)（2017年、環境省）。

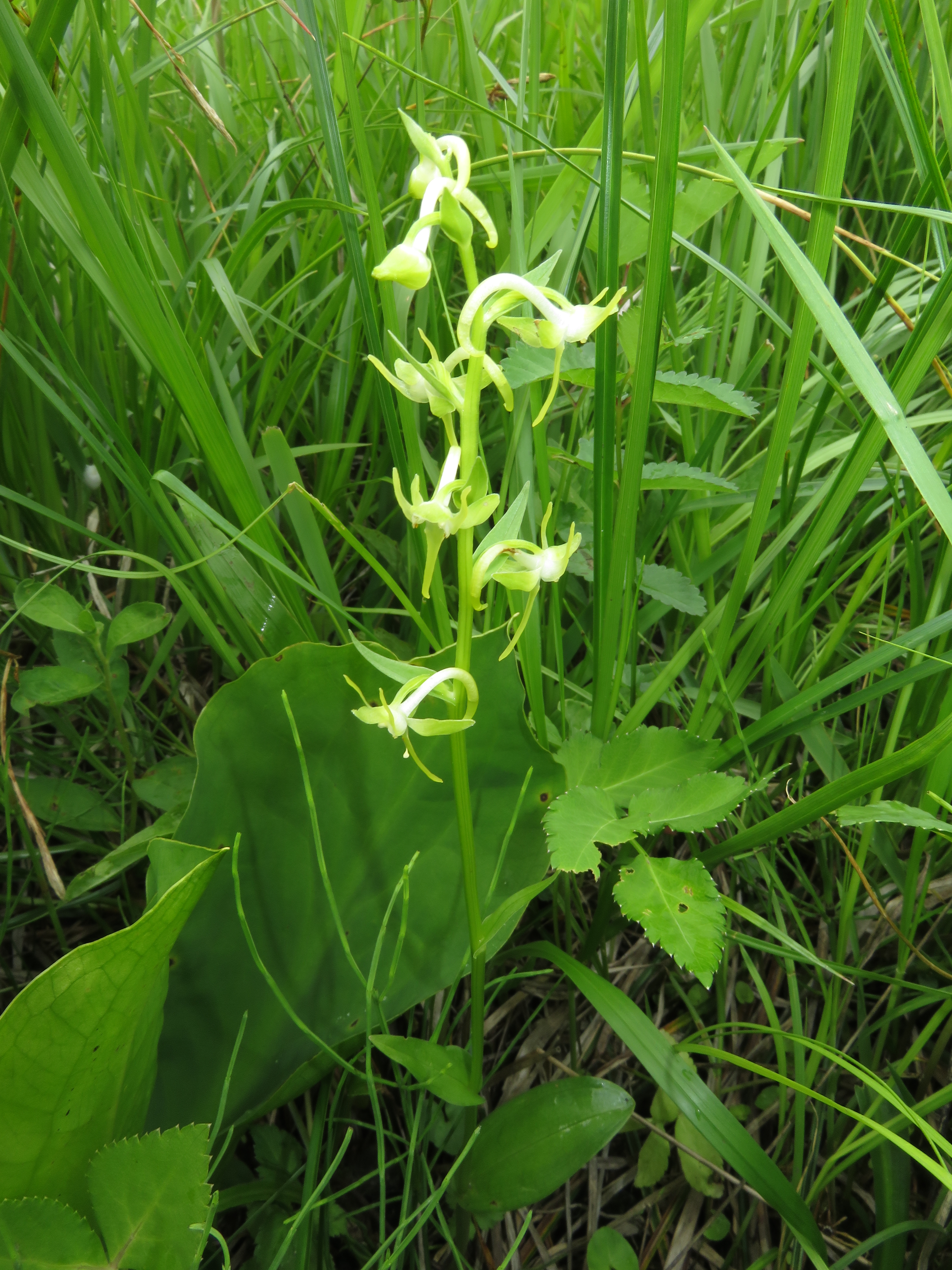
マンシュウヤマサギソウ 福島県尾瀬 2017年7月中旬。
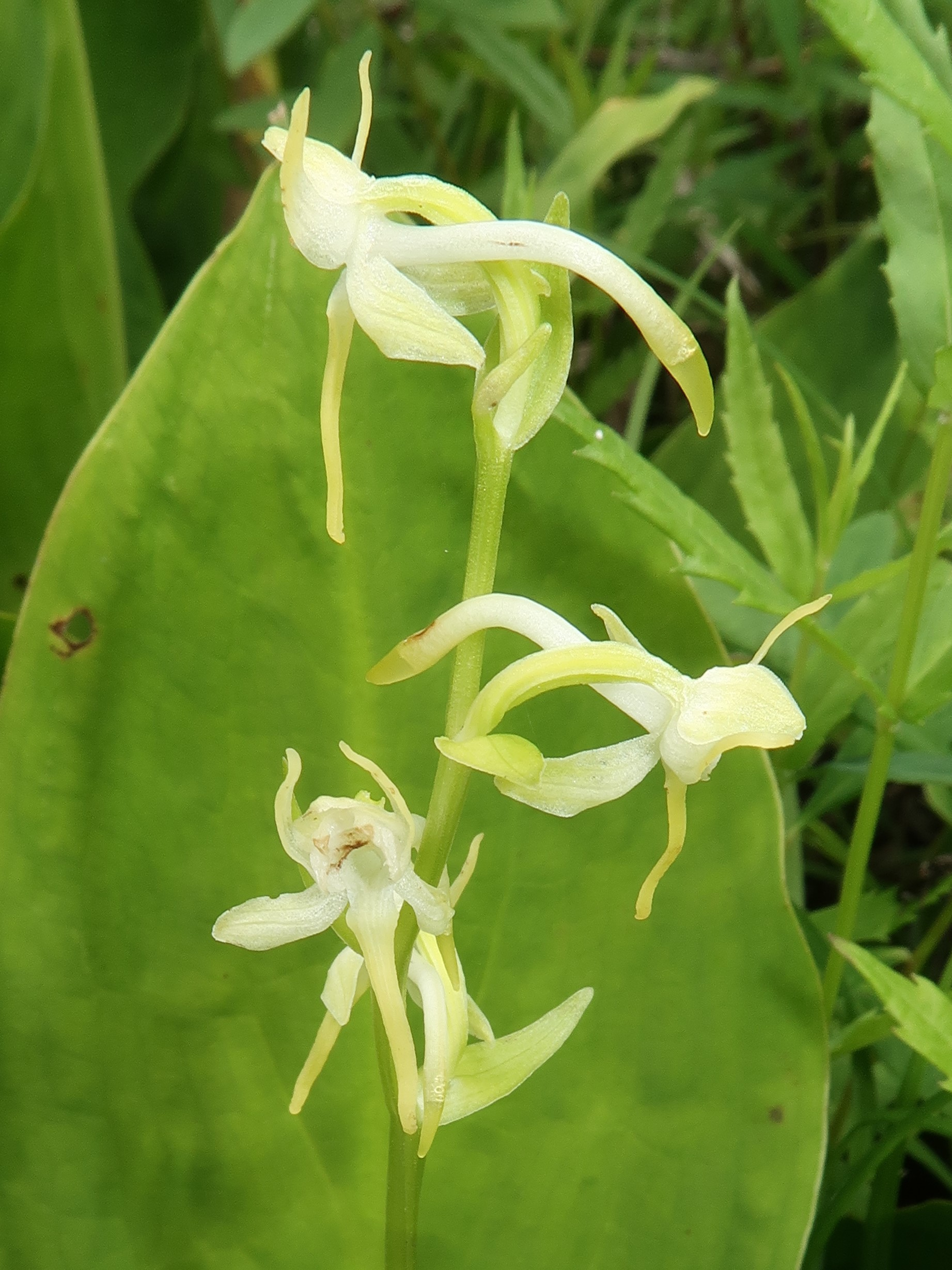
マンシュウヤマサギソウ